# Mistrzostwa Świata w Biathlonie 2017 – sztafeta mieszana
Sztafeta mieszana na Mistrzostwach świata w biathlonie 2017 odbyła się 9 lutego w Hochfilzen. Była to pierwsza konkurencja podczas tych mistrzostw, do której zgłosiło się 25 sztafet. Polska sztafeta w składzie: Anna Mąka, Kinga Mitoraj, Łukasz Szczurek, Rafał Penar uplasowała się na 23. pozycji.

## Wyniki
| Miejsce | Nr | Zespół                                                                                        | Czas                                      | Strzały (P+S)                           | Strata   |
| ------- | -- | --------------------------------------------------------------------------------------------- | ----------------------------------------- | --------------------------------------- | -------- |
| 01 !    | 2  | Niemcy · Vanessa Hinz · Laura Dahlmeier · Arnd Peiffer · Simon Schempp                        | 1:09:06,4 16:37,4 16:26,6 18:05,7 17:56,7 | 0+2 0+5 0+0 0+2 0+2 0+2 0+0 0+0 0+0 0+1 | —        |
| 02 !    | 5  | Francja · Anaïs Chevalier · Marie Dorin Habert · Quentin Fillon Maillet · Martin Fourcade     | 1:09:08,6 16:41,5 16:23,3 18:51,4 17:12,4 | 0+1 1+7 0+0 0+2 0+1 1+3 0+0 0+0         | +2,2     |
| 03 !    | 4  | Rosja · Olga Podczufarowa · Tatjana Akimowa · Aleksandr Łoginow · Anton Szypulin              | 1:09:09,6 17:03,9 16:22,1 18:31,1 17:12,5 | 0+1 0+3 0+0 0+0 0+1 0+0 0+0 0+3 0+0 0+0 | +3,2     |
| 4.      | 3  | Włochy · Lisa Vittozzi · Dorothea Wierer · Lukas Hofer · Dominik Windisch                     | 1:09:35,1 16:27,6 16:40,2 18:23,1 18:04,2 | 0+2 0+4 0+0 0+0 0+1 0+2 0+1 0+0 0+0 0+2 | +28,7    |
| 5.      | 10 | Ukraina · Ołena Pidhruszna · Julija Dżima · Serhij Semenow · Dmytro Pidruczny                 | 1:09:42,0 17:06,6 16:33,3 18:26,4 17:35,7 | 0+3 0+5 0+2 0+2 0+0 0+1 0+1 0+2 0+0 0+0 | +35,6    |
| 6.      | 6  | Szwecja · Hanna Öberg · Anna Magnusson · Jesper Nelin · Fredrik Lindström                     | 1:09:48,0 16:51,4 16:37,6 18:35,4 17:43,6 | 0+3 0+5 0+1 0+1 0+0 0+0 0+0 0+3 0+2 0+1 | +41,6    |
| 7.      | 7  | Czechy · Eva Puskarčíková · Gabriela Koukalová · Ondřej Moravec · Michal Krčmář               | 1:09:48,3 17:37,9 16:07,9 18:11,8 17:50,7 | 0+2 2+7 0+0 2+3 0+0 0+1 0+1 0+1 0+1 0+2 | +41,9    |
| 8.      | 1  | Norwegia · Marte Olsbu · Tiril Eckhoff · Johannes Thingnes Bø · Emil Hegle Svendsen           | 1:09:52,6 16:29,4 17:17,1 18:31,9 17:34,2 | 1+4 1+6 0+1 0+0 1+3 0+2 0+0 1+3 0+0 0+1 | +46,2    |
| 9.      | 11 | Austria · Lisa Hauser · Fabienne Hartweger · Simon Eder · Dominik Landertinger                | 1:10:26,6 16:33,3 17:59,2 18:13,4 17:40,7 | 1+5 0+3 0+2 0+0 1+3 0+1 0+0 0+2 0+0 0+0 | +1:20,2  |
| 10.     | 13 | Finlandia · Mari Laukkanen · Kaisa Mäkäräinen · Tuomas Grönman · Olli Hiidensalo              | 1:10:45,3 16:36,6 16:46,5 18:55,0 18:27,2 | 0+4 0+5 0+1 0+1 0+2 0+2 0+0 0+1 0+1 0+1 | +1:38,9  |
| 11.     | 15 | Kazachstan · Olga Połtaranina · Anna Kistanowa · Maksim Braun · Jan Sawicki                   | 1:11:05,0 16:59,6 16:56,9 18:36,2 18:32,3 | 0+0 0+6 0+0 0+1 0+0 0+2 0+0 0+0 0+0 0+3 | +1:58,6  |
| 12.     | 20 | Słowacja · Paulína Fialková · Jana Gereková · Tomáš Hasilla · Martin Otčenáš                  | 1:11:13,8 16:50,9 17:04,9 18:54,4 18:23,6 | 0+6 0+4 0+2 0+1 0+0 0+2 0+1 0+1 0+3 0+0 | +2:07,4  |
| 13.     | 22 | Kanada · Julia Ransom · Rosanna Crawford · Brendan Green · Scott Gow                          | 1:11:24,6 17:26,6 17:06,4 18:43,5 18:08,1 | 0+7 0+2 0+3 0+1 0+3 0+0 0+1 0+0 0+0 0+1 | +2:18,2  |
| 14.     | 9  | Szwajcaria · Aita Gasparin · Lena Häcki · Benjamin Weger · Serafin Wiestner                   | 1:11:25,2 17:04,4 17:17,4 18:54,3 18:09,1 | 0+5 0+7 0+2 0+0 0+2 0+3 0+1 0+1 0+0 0+3 | +2:18,8  |
| 15.     | 24 | Japonia · Fuyuko Tachizaki · Sari Furuya · Mikito Tachizaki · Tsukasa Kobonoki                | 1:11:53,4 16:59,1 17:24,3 18:58,0 18:32,0 | 0+2 0+2 0+0 0+1 0+2 0+1 0+0 0+0         | +2:47,0  |
| 16.     | 8  | Stany Zjednoczone · Susan Dunklee · Clare Egan · Lowell Bailey · Sean Doherty                 | 1:12:26,6 16:35,2 18:29,8 18:28,9 18:52,7 | 1+7 1+6 0+2 0+2 0+1 1+3 0+1 0+1 1+3 0+0 | +3:20,2  |
| 17.     | 17 | Bułgaria · Emilija Jordanowa · Desisława Stojanowa · Dimityr Gerdżikow · Władimir Iliew       | 1:13:29,2 17:29,0 18:30,5 19:24,9 18:04,8 | 0+6 2+6 0+1 0+2 0+2 2+3 0+2 0+0 0+1 0+1 | ++4:22,8 |
| 18.     | 12 | Słowenia · Teja Gregorin · Anja Eržen · Miha Dovžan · Klemen Bauer                            | 1:13:33,7 16:57,4 18:29,4 19:19,5 18:47,4 | 1+8 1+5 0+0 0+0 0+3 1+3 0+2 0+1 1+3 0+1 | +4:27,3  |
| 19.     | 18 | Korea Południowa · Jekatierina Abakumowa · Anna Frolina · Kim Yong-gyu · Lee In-bok           | 1:13:55,3 17:30,6 17:12,5 19:47,8 19:24,4 | 0+1 0+5 0+1 0+2 0+0 0+0 0+0 0+2 0+0 0+1 | +4:48,9  |
| 20.     | 23 | Rumunia · Luminița Pișcoran · Éva Tófalvi · Remus Faur · Cornel Puchianu                      | 1:14:20,3 18:21,9 18:28,8 18:49,9 18:39,7 | 0+6 1+4 0+2 1+3 0+3 0+1 0+0 0+0 0+1 0+0 | +5:13,9  |
| 21.     | 19 | Estonia · Kadri Lehtla · Johanna Talihärm · Rene Zahkna · Kauri Kõiv                          | 1:14:31,7 17:58,9 18:16,5 19:04,3 19:12,0 | 0+7 1+6 0+0 0+2 0+3 0+1 0+2 0+0 0+2 1+3 | +5:25,3  |
| 22.     | 14 | Białoruś · Nadieżda Skardino · Iryna Kryuko · Uładzimir Czapielin · Siergiej Boczarnikow      | 1:14:52,7 16:50,3 19:00,7 19:29,2 19:32,5 | 3+9 1+8 0+0 0+2 2+3 0+1 0+3 1+3 1+3 0+2 | +5:46,3  |
| 23.     | 16 | Polska · Anna Mąka · Kinga Mitoraj · Łukasz Szczurek · Rafał Penar                            | 1:16:04,7 17:56,3 18:14,0 19:35,9 20:18,5 | 0+2 1+8 0+0 0+1 0+1 1+3 0+0 0+2 0+1 0+2 | +6:58,3  |
| 24.     | 21 | Litwa · Natalija Kočergina · Diana Rasimovičiūtė-Brice · Vytautas Strolia · Rokas Suslavičius | LAP 18:41,3 18:21,7                       | 0+4 3+6 0+1 1+3 0+1 0+0 0+2 2+3         | —        |
| 25.     | 25 | Łotwa · Baiba Bendika · Žanna Juškāne · Andrejs Rastorgujevs · Ilmārs Bricis                  | LAP 17:21,4 20:24,7                       | 3+6 0+5 0+1 0+0 3+3 0+2 0+2 0+3         | —        |